# 문형행가옥
문형행가옥은 대한민국 제주특별자치도 제주시 애월읍 하가리에 있는 가옥이다. 1978년 11월 14일 제주특별자치도의 민속문화재 제3호로 지정되었다.

## 개요
제주도 민가의 일반적 형태인 초가집은 제주도의 자연환경과 가족구성 및 생활 양식을 반영하는 건축물이다. 외벽은 제주산 현무암을 쌓아 두르고 , 지붕은 띠를 덮어서 직경 50mm가량의 굵은 동아줄로 바둑판처럼 얽어 놓은 점이 특이하다.
이엉은 2년에 한번씩 덧 덮어가므로 상마루의 선이 완만하고 매끈한 유선형이 된다. 이런 기본틀은 바람이 많은 제주에서 견딜 수 있는 지혜로운 건축기술이다.
초가는 그 크기는 따라 2칸집, 3칸집, 4칸집으로 구분되며 집안 울담안에 배치된 집의 수에 따라 외거리집, 두거리집, 네거리집 등으로 부르기도 한다. 또한 부속시설로 외양간 (쇠막) 변소(통시) 장독대 (장항굽) 짚가리(눌왓) 등이 있다. 두거리 이상의 집은 각채마다 부엌이 따로 마련되어 있어 부자간의 가족이 취사를 각각 따로 하고 생산,소비, 경제를 각자 영위하며 살게 되어 있는 접이 육지의 민가와 크게 다르다.

## 특징
이 초가는 옛 제주인의 삶의 흔적을 고스란히 담고 있다. 약간 거리를 둬 자리 잡은 안 거리(안채)와 밖 거리(바깥채)는 결혼한 자녀가 한 울타리에서 부모와 살면서도 독립적인 세대를 구성했던 것을 그대로 보여주고 있다. 강렬한 햇빛이나 비바람이 집 안으로 들어오는 것을 막기 위한 풍채(차양)는 그들의 지혜를 엿보게 한다. 여기에 우영밭(텃밭)과 쇠막(외양간), 통시(화장실) 등을 갖춰 역사적·학술적으로도 의미가 있다.

## 참고 문헌
- 문형행가옥 - 국가유산청 국가유산포털